# 소종 (전한)
소종(蘇縱, ? ~ ?)은 전한 중기의 관료이다.

## 행적
원정 원년(기원전 116), 우내사에 임명되었다.

## 출전
- 반고, 《한서》 권19하 백관공경표(百官公卿表) 下

| 전임 왕조 | 전한의 우내사 기원전 116년 ~ 기원전 113년? | 후임 이신성 |